# سرطان الغدد الليمفاوية في الحيوانات

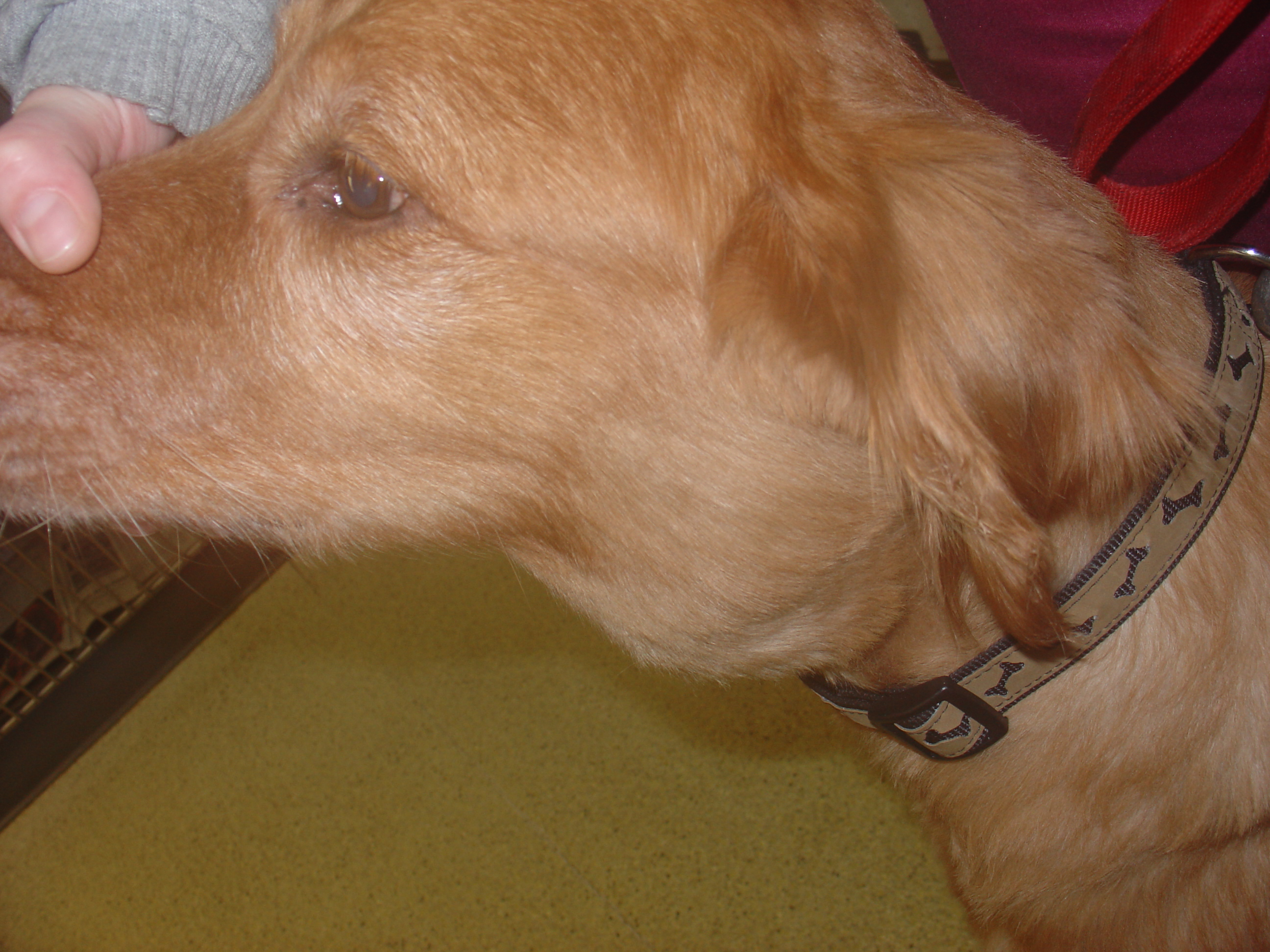
سرطان الغدد الليمفاوية في المسترد الذهبي

سرطان الغدد الليمفاوية (Lymphosarcoma) في الحيوانات هو نوع من السرطان يُحدد من خلال انتشار الخلايا الليمفاوية الخبيثة داخل الأعضاء الصلبة مثل العقد الليمفاوية ونخاع العظام والكبد والطحال . قد يحدث المرض أيضًا في العين والجلد والجهاز الهضمي .

## سرطان الغدد الليمفاوية في الكلاب
يعد سرطان الغدد الليمفاوية أحد أكثر الأورام الخبيثة شيوعًا في الكلاب. سبب هذا السرطان وراثي ولكن هناك أيضًا عوامل بيئية مشتبهة، أثبتت إحدى الدراسات زيادة خطر الإصابة مع ستخدام مبيدات الأعشاب 2،4-D .  لم يتم تأكيد هذا الخطر في أي دراسة أخرى. 
تشمل السلالات التي تتأثر بشكل شائع البوكسر والكلب الاسكتلندي والأرديل والتشاو تشاو والراعي الألماني والبطباط والبلدوغ والبيغل والروت فايلر  و المسترد الذهبي . المسترد الذهبي عرضة بشكل خاص لتطور سرطان الغدد الليمفاوية مع خطر دائم بنسبة 1/ 8. 

### تصنيف
يصنف السرطان إلى نوعين، منخفض وعالي الدرجة. يعتمد التصنيف أيضًا على الموقع. أنواع المواقع الأربعة متعددة المراكز، المنصف، والجهاز الهضمي وخارجي (تشمل الكلى والجهاز العصبي المركزي والجلد والقلب والعين).
تم العثور على سرطان الغدد الليمفاوية متعددة المراكز وهو النوع الأكثر شيوعًا (بنسبة تزيد عن 80 في المائة)،  في العقد الليمفاوية مع أو بدون تدخل في الكبد أو الطحال أو نخاع العظام.
يحدث سرطان الغدد الليمفاوية المنصفية في العقد الليمفاوية في الصدر وربما الغدة الصعترية.
يحدث سرطان الغدد الليمفاوية المعوية كورم انفرادي أو غزو منتشر للمعدة أو الأمعاء مع أو بدون إصابة العقد الليمفاوية المحيطة أو الكبد أو الطحال. 
يعتمد التصنيف أيضًا على مشاركة الخلايا الليمفاوية البائية أو الخلايا الليمفاوية التائية. ما يقرب من 70 في المئة من سرطان الغدد الليمفاوية من الخلايا البائية.  يمكن تصنيف الأورام اللمفاوية الجلدية على أنها ظهارية (تتوافق بشكل وثيق مع البشرة ) أو غير ظهارية. عادة ما يكون الشكل الظهاري من أصل الخلايا التائية ويسمى أيضًا الفطريات الفطارية . عادة ما يكون الشكل غير الظهاري من أصل الخلية البائية. 

### العلامات والأعراض
تشمل العلامات والأعراض العامة الاكتئاب والحمى وفقدان الوزن وفقدان الشهية وفقدان الشعر أو الفراء والقيء. يعد سرطان الغدد الليمفاوية أكثر الأسباب السرطانية شيوعًا لفرط كالسيوم الدم (ارتفاع مستويات الكالسيوم في الدم) لدى الكلاب.  يمكن أن يؤدي إلى العلامات والأعراض المذكورة أعلاه بالإضافة إلى زيادة شرب الماء وزيادة التبول وعدم انتظام ضربات القلب. يحدث فرط كالسيوم الدم في هذه الحالات بسبب إفراز بروتين مرتبط بهرمون الغدة الدرقية .
تظهر الليمفوما متعددة المراكز على شكل تضخم غير مؤلم في العقد الليمفاوية الطرفية. يظهر هذا في مناطق مثل تحت الفك، والإبطين، والفخذ، وخلف الركبتين. يؤدي تضخم الكبد والطحال إلى انتفاخ البطن. يمكن أن يتسبب ورم الغدد اللمفاوية المنصفية إلى تجمع السوائل حول الرئتين، مما يؤدي إلى السعال وصعوبة التنفس. يرتبط فرط كالسيوم الدم بشكل شائع بهذا النوع. 
يتسبب سرطان الغدد الليمفاوية المعوية في القيء والإسهال والتغوط الأسود (الدم المهضوم في البراز). يمكن أن يؤدي أيضًا إلى مستويات منخفضة من الألبومين في الدم وفرط كالسيوم الدم. 
ورم الغدد اللمفاوية في الجلد أمر غير شائع. عادة ما يظهر الشكل الظهاري كالتهاب حكة في الجلد يتطور إلى عقيدات ولويحات. يمكن أن يكون للشكل غير الظهاري مجموعة متنوعة من المظاهر من كتلة واحدة إلى مناطق كبيرة من الجلد المتقرح وغير المتصلب.  يجب التفريق بين الشكل الظهاري وأشكال مماثلة مثل الفقاع الشائع ، الفقاع الفقاعي ، والذئبة الحمامية . 
تعتمد علامات ورم الغدد الليمفاوية في أماكن أخرى على الموقع. يمكن أن يتسبب تورم الجهاز العصبي المركزي في حدوث نوبات أو شلل . إصابة العين تظهر في 20 إلى 25 بالمائة من الحالات يمكن أن تؤدي إلى الزرق والتهاب العنبية والنزيف داخل العين وانفصال الشبكية والعمى. يسبب سرطان الغدد الليمفاوية في نخاع العظام فقر الدم وانخفاض عدد الصفائح الدموية وانخفاض عدد خلايا الدم البيضاء .

### التشخيص

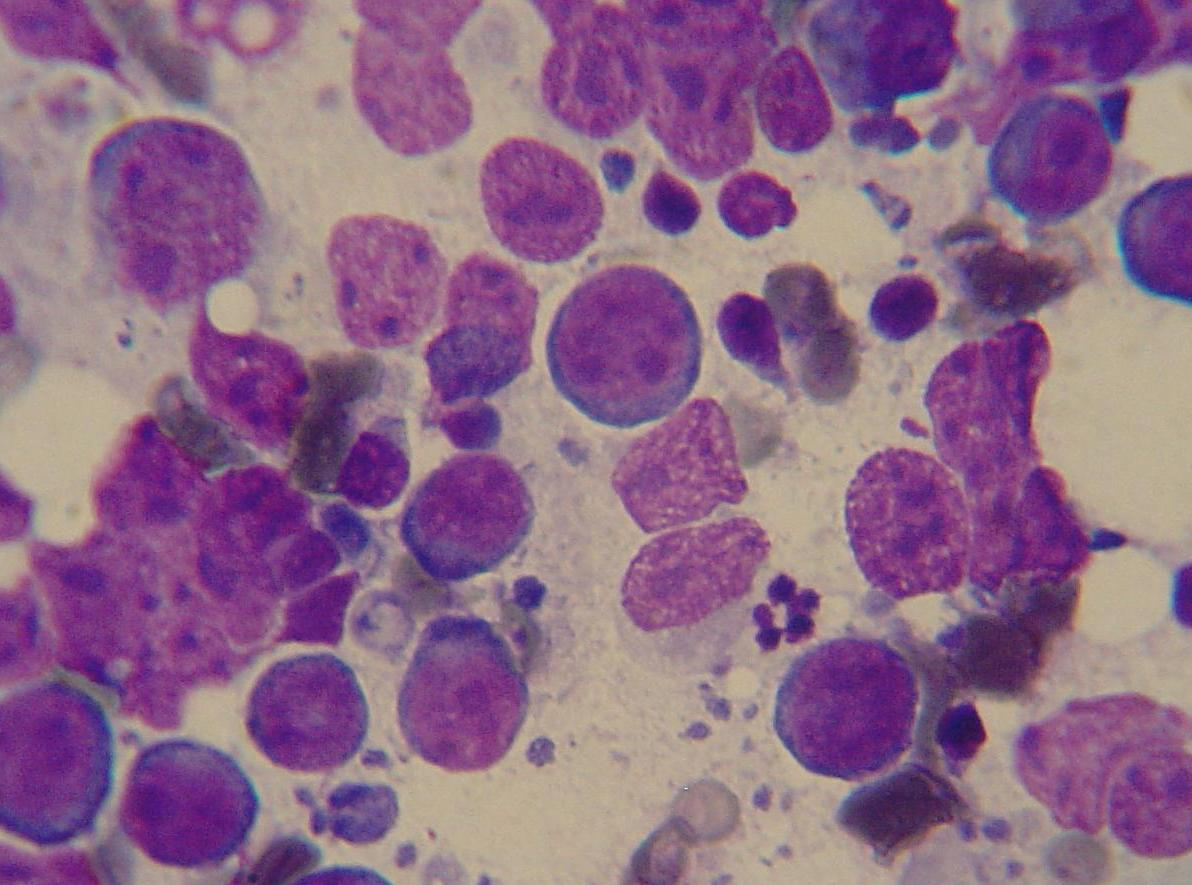
شريحة خلايا ليمفاوية لدى الكلب

تؤكد خزعة العقد أو الأعضاء الليمفاوية المصابة التشخيص، يمكن للشفط بإبرة للعقدة الليمفاوية المصابة أن يزيد من الشك في المرض. تكشف الأشعة السينية والموجات فوق الصوتية وخزعة نخاع العظام عن أماكن أخرى من السرطان.
هناك الآن مجموعة من اختبارات الدم التي يمكن استخدامها للمساعدة في تشخيص سرطان الغدد الليمفاوية. يكتشف قياس التدفق الخلوي الأجسام المضادة المرتبطة بمستضدات سطح الورم في عينات السوائل أو معلقات الخلية.  تفاعل البوليميراز المتسلسل (PCR) لإعادة ترتيب مستقبلات المستضد (PARR) يحدد خلايا الورم المنتشرة بناءً على التسلسلات الجينية الفريدة.  يقيس اختبار الدم الليمفاوي للكلبيات (cLBT) مؤشرات حيوية متعددة منتشرة ويستخدم خوارزمية معقدة لتشخيص سرطان الغدد الليمفاوية.  يستخدم هذا الاختبار بروتينات المرحلة الحادة (بروتين البروتين المتفاعل c وهابتوغلوبين ). بالاشتراك مع الأعراض السريرية الأساسية، فإنه يعطي في التشخيص التفريقي حساسية 83.5٪ ونوعية 77٪.  لوحة سرطان الكلاب TK هي مؤشر على أمراض الأورام العامة.  مرحلة المرض مهمة للعلاج والتشخيص. وقد ثبت أيضًا أن بعض اختبارات الدم تنبؤية.
مرحلة المرض مهمة للعلاج والتشخيص .
- المرحلة الأولى - عقدة ليمفاوية واحدة فقط أو أنسجة ليمفاوية في عضو واحد معني.
- المرحلة الثانية - العقد الليمفاوية في منطقة واحدة فقط من الجسم المعنية.
- المرحلة الثالثة - إصابة معممة للعقد الليمفاوية.
- المرحلة الرابعة - أي مما سبق مع إصابة الكبد أو الطحال.
- المرحلة الخامسة - أي مما سبق مع مشاركة الدم أو النخاع العظمي. [1]

تنقسم كل مرحلة إلى المرحلة الفرعية أ أي أولئك الذين ليس لديهم أعراض نظامية؛ أو تحت المرحلة الفرعية ب أي أولئك الذين يعانون من أعراض نظامية مثل الحمى وفقدان الشهية وفقدان الوزن والتعب.

### العلاج
نظرًا لارتفاع مخاطر تكرار الإصابة بالمرض والمشكلات التي تتبع ذلك، فإن المراقبة الدقيقة للكلاب التي تخضع للعلاج الكيميائي مهمة. وينطبق الشيء نفسه على الكلاب التي شفيت وتوقفت عن العلاج.
عادة ما يتم رصد المرض وشفاء/ إنتكاس عن طريق ملامسة العقد الليمفاوية الطرفية. يكشف هذا الإجراء عن تغيرات كبيرة في العقد الليمفاوية الطرفية. بعض اختبارات الدم المستخدمة في تشخيص سرطان الغدد الليمفاوية تقدم أيضًا موضوعية أكبر وتوفر تحذيرًا مبكرًا لإنتكاس الحيوان. 
الشفاء التام نادر في سرطان الغدد الليمفاوية والعلاج يميل إلى أن يكون مسكنًا، ولكن فترات الشفاء الطويلة ممكنة مع العلاج الكيميائي. مع البروتوكولات الفعالة يكون متوسط أوقات الشفاء الأولى من 6 إلى 8 أشهر وأوقات الشفاء الثانية أقصر وأصعب في الإنجاز. متوسط البقاء على قيد الحياة من 9 إلى 12 شهرًا.
العلاج الأكثر شيوعًا هو مزيج من سيكلوفوسفاميد، فينكريستين، بريدنيزون، أسباراجيناز، و دوكسوروبيسين .   أدوية أخرى مثل العلاج الكيميائي بالكلورامبوسيل ولوموستين (CCNU)، الأرابينوزيد السيتوزين، و ميتوكسانترون تستخدم أحيانا في علاج سرطان الغدد الليمفاوية في حد ذاتها أو كتعويض عن الأدوية الأخرى. في معظم الحالات تتسبب بروتوكولات العلاج المناسبة في بعض الآثار الجانبية ولكن يجب مراقبة تعداد خلايا الدم البيضاء.
ثبت أن زرع الخلايا الجذعية الذاتية (كما يحدث عادة في البشر) هو خيار علاجي محتمل للكلاب.  تم إنشاء معظم الأبحاث الأساسية حول بيولوجيا الزرع في الكلاب. معدلات الشفاء الحالية باستخدام العلاج بالخلايا الجذعية في الكلاب تقارب التي تحققت في البشر وهي 40-50٪.
عندما تكون التكلفة عاملاً، فإن بريدنيزون المستخدم وحده يمكن أن يحسن الأعراض بشكل كبير، لكنه لا يؤثر بشكل كبير على معدل البقاء على قيد الحياة. متوسط أوقات بقاء الكلاب التي عولجت بالبريدنيزون وغير المعالجة هي من شهر إلى شهرين.  يمكن أن يؤدي استخدام بريدنيزون وحده إلى أن يصبح السرطان مقاومًا لعوامل العلاج الكيميائي الأخرى، لذلك يجب استخدامه فقط إذا لم يكن العلاج الأكثر عدوانية خيارًا.
الايزوتريتنون يمكن استخدامها لعلاج سرطان الغدد الليمفاوية الجلدي. 

### مآل المرض
تعيش الكلاب غير المعالجة في المتوسط مدة 60 يومًا.  بشكل عام، تستجيب الأورام اللمفاوية ذات الدرجة النسيجية العالية بشكل أفضل للعلاج ولكن لها أوقات بقاء أقصر من الكلاب ذات اللمفومة منخفضة الدرجة.  الكلاب التي لديها أورام الخلايا البائية لها وقت بقاء أطول من أورام الخلايا التائية.  يعد سوء التشخيص في سرطان الغدد الليمفاوية المنصفية أكثر من الأنواع الأخرى، خاصةً تلك التي تظهر فرط كالسيوم الدم.  لدى المرحلة السريرية والمرحلة الفرعية بعض القيمة الإنذارية، مع سوء التشخيص المرتبط بالمرحلة الخامسة للمرض ومع المرحلة الفرعية ب (المرض السريري في وقت الكشف). 

## سرطان الغدد الليمفاوية عند القطط
سرطان الغدد الليمفاوية هو أكثر الأورام الخبيثة شيوعًا في القطط.  يحدث سرطان الغدد الليمفاوية في القطط الصغيرة في أغلب الأحيان بعد الإصابة بفيروس لوكيميا القطط (FeLV) أو بدرجة أقل من فيروس نقص المناعة القططي (FIV). تظهر هذه القطط الإصابة بالعقد الليمفاوية أو العمود الفقري أو المنصف. القطط المصابة بـفيروس لوكيميا القطط أكثر عرضة للإصابة بسرطان الغدد الليمفاوية بـ 62 مرة، والقطط المصابة بـ فيروس لوكيميا القطط وفيروس نقص المناعة القططي أكثر عرضة للإصابة بـ 77 مرة.  تُظهر القطط الأصغر سنًا الإصابة بورم الغدد اللمفاوية التائية وتميل القطط الأكبر سنًا إلى ورم الغدد اللمفاوية.  تميل القطط الأكبر سنًا إلى الإصابة بالورم اللمفاوي المعدي بدون عدوى فيروس لوكيميا القطط،  على الرغم من أن الاختبارات لعدوى فيروس لوكيميا القطط أكثر حساسية لمستوى منخفض من الإصابة وفيروس لوكيميا القطط المساعد المستقل وجد أن العديد من هذه القطط قد أصيبت من قبل. 
تحدث نفس أشكال الليمفوما الموجودة في الكلاب أيضًا في القطط ولكن إصابة الجهاز الهضمي هو النوع الأكثر شيوعًا. يعد سرطان الغدد الليمفاوية في الكلى أكثر أورام الكلى شيوعًا في القطط، كما يعد ورم الغدد الليمفاوية أكثر أورام القلب شيوعًا. 

### تصنيف
يصنف سرطان الغدد الليمفاوية المَعدية المِعوية إلى درجة منخفضة ومتوسطة وعالية. تشمل الأنواع منخفضة الدرجة الخلايا اللمفاوية والخلايا الليمفاوية الصغيرة. تشمل أنواع الدرجة العالية الورم الليمفاوي والورم الليمفاوي المناعي وورم الخلايا اللمفاوية الكبيرة . تم العثور على ليمفوما منخفضة الدرجة فقط في الأمعاء الدقيقة، بينما يمكن العثور على درجة عالية بشكل شائع في المعدة. 

### الأعراض
القطط المصابة بالورم الليمفاوي عرضة للإصابة بأعراض أكثر خطورة من الكلاب.تبدوا القطط غالبًا مريضة جسديًا في حين أن الكلاب غالبًا ما تبدو صحيحة في البداية باستثناء تضخم الغدد الليمفاوية.
تتوافق الأعراض بشكل وثيق مع موقع الليمفوما. أكثر الأماكن شيوعًا لورم الغدد اللمفاوية لدى القطط هو الجهاز الهضمي، بصفة تدريجية تناقصياً الأمعاء الدقيقة والمعدة وتقاطع اللفائفي والأعور والقولون. غالبًا ما تظهر القطط التي تعاني من الأورام للمفاوية الغذائية من فقدان الوزن وشعر خشن وفقدان الشهية والقيء والإسهال على الرغم من غياب القيء والإسهال بشكل شائع كأعراض.  يمكن أن يتسبب الورم أيضًا في انسداد الأمعاء الذي يهدد حياة الحيوان.
القطط ذات الشكل المنصف للإصابة غالبًا ما تعاني من ضيق تنفسي وسوائل في التجويف الصدري. إذا ظهر ورم الغدد اللمفاوية في الكلى فقد يكون لدى القط زيادة في استهلاك الماء وزيادة في التبول. يظهر سرطان الغدد الليمفاوية في الكلى على أنه تضخم وفشل ثنائي في الكلى.
إذا ظهر الورم اللمفاوي في الأنف فقد يكون لدى القط إفرازات من الأنف وتورم في الوجه. سرطان الغدد الليمفاوية في القلب يسبب قصور القلب الاحتقاني وانصباب التامور وعدم انتظام ضربات القلب . غالبًا ما تُظهر الأورام اللمفاوية العينية في القطط على أنها التهاب القزحية الأمامي (التهاب داخل العين).  القطط المصابة أيضًا بـ بفيروس لوكيميا القطط غالبًا ما تتواجد مع أغشية مخاطية شاحبة بسبب فقر الدم. يعد فقر الدم مشكلة شائعة في جميع القطط المصابة بالورم الليمفاوي، لكن فرط كالسيوم الدم يبقى نادر.
التشخيص مشابه للكلاب، باستثناء القطط التي يجب اختبارها لـفيروس لوكيميا القطط وفيروس نقص المناعة القططي. من المهم التفريق بين الشكل الغذائي لورم الغدد الليمفاوية ومرض التهاب الأمعاء لأن العلامات متشابهة جدًا في القطط. الخزعة ضرورية للقيام بذلك. 
أحد الأساليب للتمييز بين الورم ومرض التهاب الأمعاء هو اختبار الخلايا الليمفاوية المتسللة لأصلها الأحادي النسيلة في الأورام اللمفاوية. 

### العلاج والتشخيص
العلاج الكيميائي هو الدعامة الأساسية لعلاج سرطان الغدد الليمفاوية في القطط. يتم استخدام معظم الأدوية المستخدمة لدى الكلاب مع القطط، ولكن البروتوكول الأكثر شيوعًا يستخدم سيكلوفوسفاميد وفينكريستين وبريدنيزون.  كما تم علاج سرطان الغدد الليمفاوية المعوية بشكل شائع أيضًا بمزيج من بريدنيزولون وجرعة عالية من الكلورامبيوسيل النبضي.  يجب مراقبة عدد خلايا الدم البيضاء. مدة الشفاء والبقاء قابلة للمقارنة مع الكلاب. سرطان الغدد الليمفاوية في المرحلة الدنيا لديه تشخيص أفضل.
لدى الليمفوما متعددة المراكز استجابة أفضل للعلاج من الشكل المعدي المعوي، لكن الإصابة بـفيروس لوكيميا القطط تزيد من سوء سير المرض. 
حوالي 75٪ من القطط التي عولجت بالعلاج الكيميائي للورم اللمفاوي تشفى. لسوء الحظ بعد شفاء أولي تعاني معظم القطط من الانتكاس وبعد ذلك يكون لديهم متوسط بقاء لمدة 6 أشهر. مع ذلك حوالي ثلث القطط المعالجة بالعلاج الكيميائي تبقى على قيد الحياة أكثر من عامين بعد التشخيص.
قد يتم شفاء عدد قليل من هذه القطط من مرضهم في حينتتموت معظم القطط المصابة بالورم اللمفاوي خلال 4-6 أسابيع. تتحمل معظم القطط علاجها الكيميائي جيدًا وأقل من 5٪ تُظهر آثار جانبية شديدة.
لا تفقد القطط فراءها من العلاج الكيميائي، على الرغم من أن فقدان الشوارب ممكن. تشمل الآثار الجانبية الأخرى انخفاض عدد خلايا الدم البيضاء والقيء وفقدان الشهية والإسهال والتعب. يمكن التحكم بها بشكل جيد ومعظم القطط تتمتع بنوعية حياة جيدة أثناء العلاج.
إذا انتكس القط بعد بلوغه الشفاء يمكن علاجه بأدوية علاج كيميائي مختلفة لمحاولة شفاء ثانية. فرص الشفاء الثاني أقل بكثير من فرصالشفاء الأولى، وغالبًا ما يكون الشفاء الثاني أقصر من الأولى.

## سرطان الغدد الليمفاوية في النمس
يعتبر سرطان الغدد الليمفاوية شائعًا في النمس وهو السرطان الأكثر شيوعًا لدى صغار النمس. هناك بعض الأدلة على أن الفيروس الارتجاعي قد يلعب دورًا في تطور الليمفوما مثله لدى القطط.  الأنسجة الأكثر إصابة هي الغدد الليمفاوية والطحال والكبد والأمعاء ، والمنصف، ونخاع العظام ، والرئة ، والكلى.
يتقدم المرض بسرعة في صغار النمس. تتمثل الأعراض الأكثر شيوعًا في صعوبة التنفس الناجم عن تضخم الغدة الصعترية .  تشمل الأعراض الأخرى فقدان الشهية وفقدان الوزن والضعف والاكتئاب والسعال.
يمكن أن يتنكر المرض أيضًا كمرض مزمن مثل عدوى الجهاز التنفسي العلوي أو أمراض الجهاز الهضمي. عادة ما تكون الأورام اللمفاوية في النمس الأكبر سنًا مزمنة ولا تظهر عليه أي أعراض لسنوات.  الأعراض الظاهرة هي نفسها في صغار النمس، بالإضافة إلى تضخم الطحال، وكتل البطن، وتضخم العقدة الليمفاوية الطرفية.
يتم التشخيص من خلال الخزعة والأشعة السينية. قد يكون هناك أيضًا زيادة في عدد الخلايا الليمفاوية. يشمل العلاج جراحة الأورام الانفرادية واستئصال الطحال (عندما يكون الطحال كبيرًا جدًا) والعلاج الكيميائي. يستخدم البروتوكول الأكثر شيوعًا بريدنيزون وفينكريستين وسيكلوفوسفاميد.  يستخدم دوكسوروبيسين في بعض الحالات. تتحمل القوارض الصحيحة العلاج الكيميائي نسبيًا بشكل جيد للغاية، لكن الآثار الجانبية المحتملة تشمل فقدان الشهية والاكتئاب والضعف والقيء وفقدان الشوارب. يجب مراقبة عدد خلايا الدم البيضاء.
يمكن أن يعمل بريدنيزون وحده بشكل جيد للغاية لأسابيع إلى شهور، ولكنه قد يسبب مقاومة لعوامل العلاج الكيميائي الأخرى. تشمل العلاجات البديلة فيتامين سي و باكو داركو (مستخلص لحاء).
يعتمد مآل أورام الغدد اللمفاوية في النمس على صحتهم وموقع السرطان. الأورام اللمفاوية في الغدد الليمفاوية والطحال والجلد والغدد الليمفاوية الطرفية لها مآل جيد، في حين أن مآل سرطان الغدد الليمفاوية في الأمعاء والكبد والغدد الليمفاوية البطنية ونخاع العظام هي الأسوأ. 